# Jonah Harris
Pour les articles homonymes, voir Harris.
Jonah Harris, né le 16 janvier 1999 à Aiwo, est un athlète nauruan.

## Biographie
En 2018, c'est le seul nauruan participant aux Jeux micronésiens qui se déroulent à Yap. Il ramène dans son pays cinq médailles (deux d'or, deux d'argents et une de bronze).
Jonah Harris participe aux Championnats du monde d'athlétisme en salle de 2018, qui se déroulent à Birmingham, au Royaume-Uni, le 3 mars 2018, pour la discipline du 60 m hommes en série 1.
Un an plus tard, le 27 septembre 2019, il participe à la discipline du 100 m hommes en qualification série 4 pour les Championnats du monde d'athlétisme qui se sont déroulés à Doha, au Qatar. Pour ces deux compétitions, Jonah Harris termine quatrième.

### Jeux olympiques
En 2020, grâce à l'universalité des Jeux olympiques, Nauru obtient une place en athlétisme permettant ainsi à Jonah Harris de participer à l'épreuve du 100 m hommes qui se déroulera en 2021 en raison de la crise sanitaire due à la Covid-19. C'est le seul homme nauruan à participer aux Jeux sur deux sportifs, l'autre étant Nancy Genzel Abouké, une haltérophile ; les deux athlètes sont donc porte-drapeaux de la délégation nauruane.